# 杨剑锋
杨剑锋（1965年—），甘肃礼县人。中国书法家协会会员（2007年批准加入）；2010年12月30日始，任甘肃省书法家协会硬笔专业委员会副主任；2012年9月22日，再次当选为甘肃硬笔书法家协会副会长；2007年元月，被聘为“甘肃书法院书法家”。